# 武藤互三
武藤 互三（むとう ごぞう、1866年3月9日（慶応2年1月23日） - 1937年（昭和12年）1月20日）は、明治から昭和時代戦前の政治家。実業家。銀行家。衆議院議員。岐阜県郡上郡八幡町長。

## 経歴
美濃国郡上郡八幡町（岐阜県郡上郡八幡町を経て現郡上市）出身。関谷楠平の三男、関谷貫三の弟として生まれ先代の武藤喜一郞の養子となり、1903年（明治36年）3月、家督を相続する。1880年（明治13年）鈴木重遠に漢学を学び、1886年（明治19年）岐阜県師範学校、1890年（明治23年）東京専門学校法律科卒業。生糸製造業を営んだ。
八幡町長、蚕糸業諮問会、中央種繭審査会各委員となる。また第百二十八銀行頭取、八幡町仏教慈善会長、県製糸同業組合長、製糸講習所長、大日本蚕糸会、帝国蚕糸会社各評議員、濃飛農工銀行取締役となるほか、大谷派本山講頭格に列せられ、同派本願寺会計評議員を歴任した。
1898年（明治31年）3月の第5回衆議院議員総選挙では岐阜県第5区から出馬し当選。衆議院議員を1期務めた。